# العلاقات الأوكرانية المجرية
العلاقات الأوكرانية المجرية هي العلاقات الثنائية التي تجمع بين أوكرانيا والمجر.

## تاريخ العلاقات

### الغزو المجري لحوض الكاربات
مثلما ذكرت مجلة برايمري كرونيكل، فإن التفاعلات الأولى بين المجرييين وكييف روس قد حدثت قرب نهاية القرن التاسع خلال الغزو المجري لحوض الكاربات، في منتزه أسكولد غريف في كييف. خلال الهجرة المجرية من السهوب الروسية إلى حوض بانونيا، عبر المجريون نهر دنيبر بالقرب من كييف، عاصمة كييف روس. بقوا هناك في منتزه أسكولد غريف، ثم عبروا المدينة مجددًا بسلام في نهاية المطاف. أثناء العصور الوسطى، أصبح منتزه أسكولد غريف معروفًا في أوكرانيا باسم أوهورسكي يوروتشيشه (بالأوكرانية: Угорське урочище) في ذكرى المرور المجري عبر المنطقة، ومازال يحتفظ بهذا الاسم حتى اليوم.
في عام 895، دخل المجريون حوض بانونيا من خلال ممر فيريك الجبلي في الكاربات (اليوم في أوكرانيا)، حيث ذهبوا إلى تأسيس مملكة المجر. في عام 1996، حصلت الحكومة المجرية على إذن من أوكرانيا لإقامة نصب تذكاري للاحتفال بالذكرى 1100 لرحيل المجريين عبر ممر فيريك والغزو المجري لحوض الكاربات. اكتمل النصب في عام 2008 على يد النحات المجري بيتر ماتيل، على حدود لفيف أوبلاست وزاكارباتيا أوبلاست بالقرب من قرية كليميتس.
خلال الغزو المجري لأوروبا في القرن العاشر، وجد المجريين وسكان كييف روس أنفسهم متحالفين مع بعضهم البعض في أوقات مختلفة. في عام 943، قدمت قوات كييف روس الدعم للهجوم المجري ضد الإمبراطورية البيزنطية، والذي بلغ ذروته في شراء السلام من قِبَل الإمبراطور البيزنطي رومانوس الأول. خلال الغزو المجري النهائي لأوروبا، في عام 970، هاجم أمير كييف سفياتوسلاف الأول الإمبراطورية البيزنطية بدعم من القوات المساعِدة المجرية، ليلاقي الهزيمة في نهاية المطاف في معركة أركاديوبولس وإتمام الغزو المجري لأوروبا بشكل فعّال.

### أوكرانيا الكارباتية
في عام 1939، في أعقاب تفكك جمهورية تشيكوسلوفاكيا الثانية، أعلنت أوكرانيا الكارباتية المستقلة سابقًا الاستقلال في 15 مارس. في اليوم نفسه، احتلت مملكة المجر الإقليم وضمته إليها. على مدى بضعة أيام، تغلّب الجيش المجري القوي المؤلف من 40,000 جندي على القوات الصغيرة للدولة غير المعترف بها حديثًا، المؤلفة من 2000 جندي فقط. وبحلول القرن الثامن عشر، سيطرت القوات المجرية بشكل كامل على إقليم أوكرانيا الكارباتية.
في الفوضى التي أعقبت ذلك، قُتل حوالي 27،000 مدني أوكراني. وطلب حوالي 75,000 آخرون اللجوء في الاتحاد السوفييتي، وتوفي منهم 60,000 في نهاية المطاف في جولاج السوفيتية.

### العلاقات الحالية
بدأت العلاقة الثنائية الحديثة بين المجر وأوكرانيا في أوائل التسعينات، بعد نهاية الشيوعية في المجر في عام 1989 واستقلال أوكرانيا عن الاتحاد السوفييتي في عام 1991. منذ عام 2016، ظلت العلاقات بين الدولتين إيجابية إلى حد كبير.

#### قانون اللغة عام 2017
في سبتمبر عام 2017، وقّع رئيس أوكرانيا آنذاك، بترو بوروشنكو، قانون التعليم الأوكراني لعام 2017، الذي كان قد اعتمد من قِبّل البرلمان الأوكراني. جعل القانون الجديد اللغة الأوكرانية هي اللغة المطلوبة للدراسة في جميع المدارس الحكومية في أوكرانيا قبل الصف الخامس، على عكس قانون عام 2012 الذي وقّعه الرئيس الأوكراني السابق المخلوع فيكتور يانوكوفيتش والذي سمح للمناطق مع أقلية عِرقية والتي تشكل أكثر من 10% من السكان باستخدام لغات الأقليات في التعليم. وعلى الرغم من أن القصد الرئيسي من هذه السياسة هو تثبيط استخدام اللغة الروسية في التعليم العام، إلا أن هذه السياسة تعني أن المدارس في المناطق ذات الأغلبية المجرية في زاكارباتيا، بما في ذلك العديد من المدارس التي تمولها الحكومة المجرية بشكل مباشر، سوف تضطر إلى وقف التدريس باللغة المجرية بشكل تام.
عُدّ التغيير في القواعد بمثابة الحافز للتدهور السريع في العلاقات بين المجر وأوكرانيا. بعد إقرار القانون مباشرة، أعلن وزير الخارجية المجري بيتر سيارتو أن بلده سوف يعرقل المزيد من اندماج أوكرانيا في منظمة حلف شمال الأطلسي والاتحاد الأوروبي وعرض «ضمان أن يكون كل هذا مؤلمًا بالنسبة لأوكرانيا في المستقبل». كان ذلك بمثابة تحول كبير في السياسة الخارجية المجرية تجاه أوكرانيا إذ أنها دعمت في السابق الاندماج الأوكراني الأقوى في منظمة حلف شمال الأطلسي والاتحاد الأوروبي ودعت إلى السفر تبعًا لسياسة التأشيرات لمنطقة شنغن بين أوكرانيا والاتحاد الأوروبي، وذلك إلى حد كبير لجعل السفر إلى المجر أسهل بالنسبة للأقلية المجرية في أوكرانيا.
في أعقاب وعودها، قامت المجر في أكتوبر عام 2017 باستخدام حق النقض وعرقلة عقد اجتماع للجنة المشتركة بين منظمة حلف شمال الأطلسي وأوكرانيا. وردًا على ذلك، أعلن المسؤولون الأوكرانيون تنازلات لبعض المطالب المجرية، أبرزها تمديد الفترة الانتقالية حتى تنفيذ قانون اللغة حتى عام 2023.

## مقارنة بين البلدين
هذه مقارنة عامة ومرجعية للدولتين:
| وجه المقارنة                                              | أوكرانيا                                   | المجر                                                       |
| --------------------------------------------------------- | ------------------------------------------ | ----------------------------------------------------------- |
| المساحة (كم2)                                             | 603.63 ألف                                 | 93.04 ألف                                                   |
| عدد السكان (نسمة)                                         | 45.55 مليون                                | 9.78 مليون                                                  |
| الكثافة السكانية (ن./كم²)                                 | 75.46                                      | 105.12                                                      |
| العاصمة                                                   | كييف                                       | بودابست                                                     |
| اللغة الرسمية                                             | اللغة الأوكرانية                           | لغة مجرية                                                   |
| العملة                                                    | هريفنا أوكرانية، كاربوفانيتس، روبل سوفييتي | فورنت مجري                                                  |
| الناتج المحلي الإجمالي (بليون دولار)                      | 112.15 مليار                               | 139.14 مليار                                                |
| الناتج المحلي الإجمالي (تعادل القوة الشرائية) بليون دولار | 352.98 مليار                               | 260.42 مليار                                                |
| الناتج المحلي الإجمالي الاسمي للفرد دولار أمريكي          | 2.11 ألف                                   | 12.36 ألف                                                   |
| الناتج المحلي الإجمالي للفرد دولار أمريكي                 | 8.66 ألف                                   | 25.07 ألف                                                   |
| مؤشر التنمية البشرية                                      | 0.747                                      | 0.828                                                       |
| رمز المكالمات الدولي                                      | +380                                       | +36                                                         |
| رمز الإنترنت                                              | .ua، .укр ‏                                 | .hu                                                         |
| المنطقة الزمنية                                           | ت ع م+02:00، ت ع م+03:00، توقيت شرق أوروبا | ت ع م+01:00، ت ع م+02:00، أوروبا/بودابست ‏، توقيت وسط أوروبا |

## مدن متوأمة
في ما يلي قائمة باتفاقيات التوأمة بين مدن أوكرانية ومجرية:
- ترتبط سيمفروبول مع كيكسكيميت باتفاقية توأمة منذ 2017.[26][27][28][26]
- ترتبط بيريهوفي مع كيكسكيميت باتفاقية توأمة.
- ترتبط سفاليافا مع Balassagyarmat [الإنجليزية]‏ باتفاقية توأمة.
- ترتبط Zapsonj  [لغات أخرى]‏ مع 16th district of Budapest [الإنجليزية]‏ باتفاقية توأمة.
- ترتبط Serne  [لغات أخرى]‏ مع Kisújszállás [الإنجليزية]‏ باتفاقية توأمة.
- ترتبط راخيف مع سيجد باتفاقية توأمة.
- ترتبط فينوغراديف مع Nyírbátor [الإنجليزية]‏ باتفاقية توأمة.
- ترتبط Yanoshi [الإنجليزية]‏ مع Göd [الإنجليزية]‏ باتفاقية توأمة.
- ترتبط أوجهورود مع زومباثلي باتفاقية توأمة منذ 1971.
- ترتبط إيفانو-فرانكيفسك مع نيرغهازا باتفاقية توأمة منذ 9 نوفمبر 2006.[29][29][29][29]
- ترتبط Chop, Ukraine [الإنجليزية]‏ مع Záhony [الإنجليزية]‏ باتفاقية توأمة.
- ترتبط لوهانسك مع سيكشفهيرفار باتفاقية توأمة منذ 1959.[30][31][30][31]
- ترتبط لفيف مع بودابست باتفاقية توأمة منذ 1989.[32][32][32][32]
- ترتبط Solotvyno [الإنجليزية]‏ مع هدمزوفازارهلي باتفاقية توأمة.
- ترتبط Mochola  [لغات أخرى]‏ مع Diósjenő [الإنجليزية]‏ باتفاقية توأمة.
- ترتبط Tiachiv [الإنجليزية]‏ مع Kazincbarcika [الإنجليزية]‏ باتفاقية توأمة.[33]
- ترتبط خيرسون مع زالاجيرسيج باتفاقية توأمة منذ 2002.
- ترتبط موكاجيفا مع Mátészalka [الإنجليزية]‏ باتفاقية توأمة.
- ترتبط كييف مع بودابست باتفاقية توأمة منذ 5 مارس 2004.[34][34][34][34]

## منظمات دولية مشتركة
يشترك البلدان في عضوية مجموعة من المنظمات الدولية، منها:
| علم المنظمة | اسم المنظمة                               | تاريخ انضمام أوكرانيا | تاريخ انضمام المجر |
| ----------- | ----------------------------------------- | --------------------- | ------------------ |
|             | وكالة ضمان الاستثمار متعدد الأطراف        | 19 يوليو 1994         | 21 أبريل 1988      |
|             | الأمم المتحدة                             | 24 أكتوبر 1945        | 14 ديسمبر 1955     |
|             | الفريق المعني برصد الأرض                  | ?                     | ?                  |
|             | منظمة حظر الأسلحة الكيميائية              | ?                     | ?                  |
|             | منظمة التجارة العالمية                    | 16 مايو 2008          | 1995               |
|             | منظمة الشرطة الجنائية الدولية             | ?                     | ?                  |
|             | منظمة الأمن والتعاون في أوروبا            | 30 يناير 1992         | 25 يونيو 1973      |
|             | مؤسسة التنمية الدولية                     | 27 مايو 2004          | 29 أبريل 1985      |
|             | نظام تحكم تكنولوجيا القذائف               | 1998                  | 1993               |
|             | يونسكو                                    | 12 مايو 1954          | 14 سبتمبر 1948     |
|             | مجلس أوروبا                               | 9 نوفمبر 1995         | 6 نوفمبر 1990      |
|             | الاتحاد البريدي العالمي                   | ?                     | ?                  |
|             | البنك الدولي للإنشاء والتعمير             | 3 سبتمبر 1992         | 7 يوليو 1982       |
|             | اتفاقية السماوات المفتوحة                 | ?                     | ?                  |
|             | الاتحاد الدولي للاتصالات                  | 7 مايو 1947           | 1866               |
|             | مؤسسة التمويل الدولية                     | 18 أكتوبر 1993        | 29 أبريل 1985      |
|             | المنظمة الأوروبية لسلامة الملاحة الجوية   | 2004                  | 1992               |
|             | المركز الدولي لتسوية المنازعات الاستشارية | 7 يوليو 2000          | 6 مارس 1987        |
|             | مجموعة أستراليا                           | 2005                  | 1993               |
|             | مجموعة الموردين النوويين                  | ?                     | ?                  |

## أعلام
هذه قائمة لبعض الشخصيات التي تربطها علاقات بالبلدين:
- بيروسكا سامورانسكي (لاعبة كرة يد مجرية، 9 يوليو 1986 – )
- بيلا الثالث (1148 – 23 أبريل 1196)
- جانوس ستاركر (5 يوليو 1924[42] – 28 أبريل 2013[43][42])
- جوزيف كروكسكو (لاعب كرة مضرب مجري، 20 أبريل 1968 – )
- رونالد تاكاكس (لاعب كرة قدم أوكراني، 26 يناير 1998[44] – )
- فاسيل كوبين (لاعب كرة قدم أوكراني، 24 مايو 1985[45] – )
- فاسيلي راتس (لاعب كرة قدم أوكراني، 25 مارس 1961[46] – )
- فلاديمير كومان (لاعب كرة قدم مجري، 16 مارس 1989[47] – )
- فيرينتس سالاشي (6 يناير 1897 – 12 مارس 1946)
- كولومان (سياسي مجري، 1070 – 3 فبراير 1116[48])
- كونيغوندا من سلافونيا (1245 – 9 سبتمبر 1285)
- مايكل بولاني (11 مارس 1891[49] – 22 فبراير 1976[50][49][51])
- يوري توما (لاعب كرة قدم أوكراني، 27 أبريل 1996[52] – )

## وصلات خارجية
- موقع وزارة الخارجية الأوكرانية
- موقع وزارة الخارجية المجرية